# Putat Kidul
Putat Kidul is een bestuurslaag in het regentschap Malang van de provincie Oost-Java, Indonesië. Putat Kidul telt 4238 inwoners (volkstelling 2010).